# Ocneria rubrior
Ocneria rubrior är en fjärilsart som beskrevs av Fuchs 1900. Ocneria rubrior ingår i släktet Ocneria och familjen tofsspinnare. Inga underarter finns listade i Catalogue of Life.